# Orthotomus cinereiceps
Costureiro-d'orelhas-brancas ou costureiro-de-orelha-branca (Orthotomus cinereiceps) é uma espécie de ave da família Cisticolidae.
Apenas pode ser encontrada nas Filipinas.